# Inanidrilus gustavsoni
Inanidrilus gustavsoni is een ringworm uit de familie van de Naididae. De wetenschappelijke naam van de soort is voor het eerst geldig gepubliceerd in 1984 door Erséus.